# Ekaterina Valer'evna Kr'īsanova
Ekaterina Valer'evna Kr'īsanova (in russo Екатери́на Вале́рьевна Крыса́нова?; Mosca, 22 marzo 1985) è una danzatrice russa, prima ballerina del Balletto Bol'šoj dal 2011.

## Biografia

Ekaterina Kr'īsanova ne La bella addormentata (2004)

Ekaterina Kr'īsanova è nata a Mosca nel 1985 e ha iniziato a studiare danza all'età di otto anni. Nel 2001 ha vinto la medaglia d'oro del Prix de Luxembourg International Ballet Competition e dal 2002 al 2003 si è perfezionata all'Accademia statale di coreografia di Mosca.
Subito dopo il diploma, conseguito nel 2003, è stata scritturata dal Balletto Bol'šoj. Negli otto anni successivi ha scalato rapidamente i ranghi della compagnia: nel 2006 è stata promossa a solista, nel 2008 a prima solista e nel 2011 è stata proclamata prima ballerina.
Nel corso della sua carriera ha danzato in molti dei maggiori ruoli del repertorio femminile, tra cui Aurora ne La bella addormentata, Odette e Odile ne Il lago dei cigni, Kitri in Don Chisciotte, Egina in Spartak, Giulietta in Romeo e Giulietta, l'eponima protagonista di Giselle, Raymonda e Ondine, Tersicoree nell'Apollon Musagète, Swanilda in Coppélia e Tatiana in Onegin.
Acclamata come una delle migliori ballerine classiche della sua generazione, Kr'īsanova ha vinto la Maschera d'oro due volte, rispettivamente nel 2015 e nel 2019 per le sue interpretazioni ne La bisbetica domata e Romeo e Giulietta, mentre nel 2021 ha vinto il Prix Benois de la Danse per la sua performance nel Romeo e Giulietta di Aleksej Ratmanskij.